# A 2010. évi téli olimpia magyarországi résztvevőinek listája
A 2010. évi téli olimpiai játékokon a magyar csapat tagjaként 6 férfi és 10 női sportoló vett részt. Az olimpia műsorán szereplő tizenöt sportág ill. szakág közül ötben indult magyar versenyző. A magyarországi résztvevők száma az egyes sportágakban ill. szakágakban a következő (zárójelben a magyar indulókkal rendezett versenyszámok száma, kiemelve az egyes oszlopokban előforduló legmagasabb érték, vagy értékek):
| Sportág, szakág                | Helyezések száma | Helyezések száma | Helyezések száma | Helyezések száma | Helyezések száma | Helyezések száma | Olimpiai pont | Magyar résztvevő | Magyar résztvevő | Magyar résztvevő |
| Sportág, szakág                | 1.               | 2.               | 3.               | 4.               | 5.               | 6.               | Olimpiai pont | Férfi            | Nő               | Össz.            |
| Alpesisí (7)                   | 0                | 0                | 0                | 0                | 0                | 0                | 0             | 1                | 2                | 3                |
| Biatlon (2)                    | 0                | 0                | 0                | 0                | 0                | 0                | 0             | 1                | 0                | 1                |
| Műkorcsolya (2)                | 0                | 0                | 0                | 0                | 0                | 0                | 0             | 1                | 2                | 3                |
| Rövidpályás gyorskorcsolya (7) | 0                | 0                | 0                | 0                | 2                | 0                | 4             | 2                | 5                | 7                |
| Sífutás (2)                    | 0                | 0                | 0                | 0                | 0                | 0                | 0             | 1                | 1                | 2                |
|                                |                  |                  |                  |                  |                  |                  |               |                  |                  |                  |
| Összesen                       | 0                | 0                | 0                | 0                | 2                | 0                | 4             | 6                | 10               | 16               |

## ABC-rendi bontás
A következő táblázat ABC-rendben sorolja fel azokat a magyarországi sportolókat, akik az olimpián részt vettek. Lásd még: sportágankénti ill. szakágankénti bontás.
| Ábécé szerinti tartalomjegyzék                                                                           |
| --- |
| A, Á B C Cs D Dz Dzs E, É F G Gy H I, Í J K L Ly M N Ny O, Ó Ö, Ő P Q R S Sz T Ty U, Ú Ü, Ű V W X Y Z Zs |

| Sportoló | Sportág, szakág | Versenyszám | Helyezés (elért eredmény) |

## B
| Bene Márton | alpesisí | férfi műlesiklás           | nem ért célba      |
| Bene Márton | alpesisí | férfi óriás-műlesiklás     | 71. hely (3:05,97) |
| Berecz Anna | alpesisí | női lesiklás               | 35. hely (1:57,86) |
| Berecz Anna | alpesisí | női műlesiklás             | 45. hely (1:59,63) |
| Berecz Anna | alpesisí | női óriás-műlesiklás       | 42. hely (2:40,87) |
| Berecz Anna | alpesisí | női szuperóriás-műlesiklás | nem ért célba      |
| Berecz Anna | alpesisí | női összetett              | 27. hely (2:22,97) |

## D
| Darázs Péter | rövidpályás gyorskorcsolya | férfi 500 m                | 22. hely (42,800)   |
| Darázs Péter | rövidpályás gyorskorcsolya | férfi 1500 m               | 19. hely (2:18,827) |
| Darázs Rózsa | rövidpályás gyorskorcsolya | női 1500 m                 | kizárták            |
| Darázs Rózsa | rövidpályás gyorskorcsolya | női 3000 m váltó           | 5. hely (4:17,937)  |
| Döme Zsófia  | alpesisí                   | női műlesiklás             | 44. hely (1:58,32)  |
| Döme Zsófia  | alpesisí                   | női óriás-műlesiklás       | 36. hely (1:29,09)  |
| Döme Zsófia  | alpesisí                   | női szuperóriás-műlesiklás | nem ért célba       |

## H
| Heidum Bernadett | rövidpályás gyorskorcsolya | női 1000 m       | 9. hely (1:30,313)  |
| Heidum Bernadett | rövidpályás gyorskorcsolya | női 1500 m       | 23. hely (2:30,332) |
| Heidum Bernadett | rövidpályás gyorskorcsolya | női 3000 m váltó | 5. hely (4:17,937)  |
| Hoffmann Nóra    | műkorcsolya                | jégtánc          | 13. hely (167,23)   |
| Huszár Erika     | rövidpályás gyorskorcsolya | női 500 m        | 19. hely (44,537)   |
| Huszár Erika     | rövidpályás gyorskorcsolya | női 1000 m       | kizárták            |
| Huszár Erika     | rövidpályás gyorskorcsolya | női 1500 m       | 6. hely (2:19,251)  |
| Huszár Erika     | rövidpályás gyorskorcsolya | női 3000 m váltó | 5. hely (4:17,937)  |

## K
| Keszler Andrea | rövidpályás gyorskorcsolya | női 3000 m váltó | 5. hely (4:17,937)  |
| Knoch Viktor   | rövidpályás gyorskorcsolya | férfi 500 m      | 25. hely (42,197)   |
| Knoch Viktor   | rövidpályás gyorskorcsolya | férfi 1000 m     | 21. hely (1:26,279) |
| Knoch Viktor   | rövidpályás gyorskorcsolya | férfi 1500 m     | 30. hely (2:16,826) |

## L
| Lajtos Szandra | rövidpályás gyorskorcsolya | a női váltó tartalék tagja volt | nem indult |

## S
| Sebestyén Júlia | műkorcsolya | női egyéni | 17. hely (151,26) |

## T
| Tagscherer Imre   | biatlon | férfi 10 km sprint | 80. hely (28:38,8 – 4 lövőhiba) |
| Tagscherer Imre   | biatlon | férfi 20 km egyéni | 82. hely (58:02,6 – 4 lövőhiba) |
| Tagscherer Zoltán | sífutás | férfi 15 km        | 81. hely (41:15,0)              |

## V
| Viczián Vera | sífutás | női 10 km | 74. hely (33:45,8) |

## Z
| Zavozin Maxim | műkorcsolya | jégtánc | 13. hely (167,23) |

## Sportágankénti ill. szakágankénti bontás
A következő táblázat sportáganként sorolja fel azokat a magyarországi sportolókat, akik az olimpián részt vettek. Lásd még: ABC-rendi bontás.
| Alpesisí | Biatlon | Rövidpályás gyorskorcsolya | Műkorcsolya | Sífutás |

| Versenyszám | Sportoló | Helyezés (elért eredmény) |

## Alpesisí
| férfi műlesiklás           | Bene Márton | nem ért célba      |
| férfi óriás-műlesiklás     | Bene Márton | 71. hely (3:05,97) |
| női lesiklás               | Berecz Anna | 35. hely (1:57,86) |
| női műlesiklás             | Berecz Anna | 45. hely (1:59,63) |
| női műlesiklás             | Döme Zsófia | 44. hely (1:58,32) |
| női óriás-műlesiklás       | Berecz Anna | 42. hely (2:40,87) |
| női óriás-műlesiklás       | Döme Zsófia | 36. hely (1:29,09) |
| női szuperóriás-műlesiklás | Berecz Anna | nem ért célba      |
| női szuperóriás-műlesiklás | Döme Zsófia | nem ért célba      |
| női összetett              | Berecz Anna | 27. hely (2:22,97) |

## Biatlon
| férfi 10 km sprint | Tagscherer Imre | 80. hely (28:38,8 – 4 lövőhiba) |
| férfi 20 km egyéni | Tagscherer Imre | 82. hely (58:02,6 – 4 lövőhiba) |

## Műkorcsolya
| női egyéni | Sebestyén Júlia | 17. hely (151,26) |
| jégtánc    | Hoffmann Nóra   | 13. hely (167,23) |
| jégtánc    | Zavozin Maxim   | 13. hely (167,23) |

## Rövidpályás gyorskorcsolya
| férfi 500 m      | Darázs Péter     | 22. hely (42,800)   |
| férfi 500 m      | Knoch Viktor     | 25. hely (42,197)   |
| férfi 1000 m     | Knoch Viktor     | 21. hely (1:26,279) |
| férfi 1500 m     | Darázs Péter     | 19. hely (2:18,827) |
| férfi 1500 m     | Knoch Viktor     | 30. hely (2:16,826) |
| női 500 m        | Huszár Erika     | 19. hely (44,537)   |
| női 1000 m       | Heidum Bernadett | 9. hely (1:30,313)  |
| női 1000 m       | Huszár Erika     | kizárták            |
| női 1500 m       | Darázs Rózsa     | kizárták            |
| női 1500 m       | Heidum Bernadett | 23. hely (2:30,332) |
| női 1500 m       | Huszár Erika     | hely (2:19,251)     |
| női 3000 m váltó | Darázs Rózsa     | 5. hely (4:17,937)  |
| női 3000 m váltó | Heidum Bernadett | 5. hely (4:17,937)  |
| női 3000 m váltó | Huszár Erika     | 5. hely (4:17,937)  |
| női 3000 m váltó | Keszler Andrea   | 5. hely (4:17,937)  |

## Sífutás
| férfi 15 km | Tagscherer Zoltán | 81. hely (41:15,0) |
| női 10 km   | Viczián Vera      | 74. hely (33:45,8) |